# Нарышкина, Елена Александровна (1708—1767)
Графиня Елена Александровна Нарышкина, урождённая Апраксина (1708—1767) — статс-дама, затем гофмейстерина Русского Императорского двора; жена действительного тайного советника Александра Львовича Нарышкина.

## Биография
Елена Апраксина родилась в 1708 году. Выйдя около 1725 года замуж за двоюродного брата Императора Петра Великого — Александра Львовича Нарышкина, Елена Александровна в 1749 году была уже статс-дамой Высочайшего Двора, а 25 ноября 1759 года (по старому стилю) была назначена гофмейстериной. В качестве гофмейстерины она и присутствовала при короновании Всероссийской Императрицы Екатерины Второй. 
Елена Александровна Апраксина-Нарышкина скончалась в 1767 году и была погребена в летней соборной церкви Московского Высоко-Петровского монастыря.